# Дантаго Гуріаб
Дантаго Гуріаб (англ. Dantago Gurirab; нар. 9 березня 1990) — намібійський спринтер, що спеціалізувався на 100 і 200 метрах . 
На Всеафриканських 2011 року він дістався до півфіналу на 100 і 200 метрів, а на Африканських іграх 2015 року він ледве пропустив фінал 100 метрів. 
Взяв срібну медаль в 4 × 100 метрах естафети на Африканських іграх 2015 року,  разом з товаришами по команді Евен Тджівіджу, Хітджівіруе Каанджука і Джессе Уріхоб. Їх час 39.22 секунди є намибійським рекордом. 
Його особистий кращий час - 6,68 секунди на 60-ти метрах, досягнутий в січні 2015 року в Кінгстоні (Ямайка); 10.35 секунд на 100 метрах, досягнутий на Африканських іграх 2015 року в Браззавілі; і 21.10 секунд на 200 метріах, досягнутий у травні 2015 року в Кінгстоні. 